# Stiftung PWG
Die Stiftung PWG zur Erhaltung von preisgünstigen Wohn- und Gewerberäumen der Stadt Zürich ist eine gemeinnützige, öffentlich-rechtliche Stiftung der Stadt Zürich mit eigener Rechtspersönlichkeit. Sie bezweckt, in der Stadt Zürich preisgünstige Wohn- und Gewerberäume zu erhalten und zu schaffen.
Die Stiftung PWG bewirtschaftet in über 200 Liegenschaften über 2000 Wohnungen und über 300 Gewerberäume mit einem Anlagewert von etwa 1000 Millionen Schweizer Franken. Die Häuser bleiben im Bestand der Stiftung PWG (kein Verkauf, keine Spekulation). Beim Kauf einer Liegenschaft kann die ansässige Mieterschaft zu den gleichen Konditionen bleiben.

## Stiftungszweck
Die Tätigkeiten der Stiftung PWG umfassen das Erwerben, Vermieten, Unterhalten, Erneuern und Erstellen von Liegenschaften. Der Wohn- und Gewerberaum, den die Stiftung erwirbt oder baut, soll preisgünstig sein.
Die Mietzinse richten sich dabei nach der Lage und dem Objekt (Altbau, Neubau, Komfort etc.). Die Stiftung PWG will nicht einer begrenzten Bevölkerungsgruppe sehr tiefe, sondern immer mehr Wohnungssuchenden erschwingliche Mietzinse ermöglichen. Die Mieten der Stiftung PWG liegen einen Drittel unter dem Marktdurchschnitt, wie das Beratungsunternehmen Wüest Partner regelmässig bestätigt.
Das Tätigkeitsgebiet ist auf die Stadt Zürich beschränkt.

## Geschichte

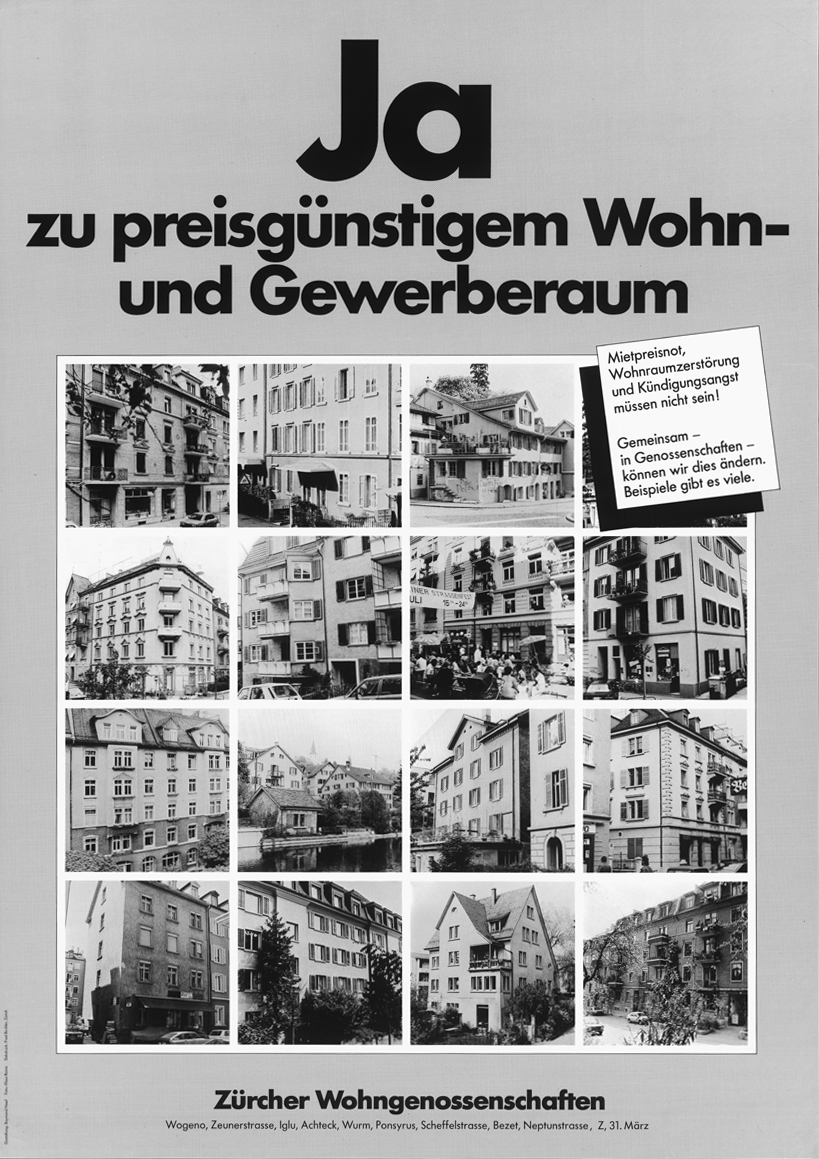
Wohngenossenschaften setzten sich im Abstimmungskampf mit einem Plakat für die Gründung der Stiftung PWG ein.

Zur Gründung der Stiftung PWG führte eine Volksinitiative. Diese war eine Reaktion der Sozialdemokratischen Partei (SP) auf den aufgeheizten Immobilienmarkt, welcher das Angebot verknappte und für steigende Mieten sorgte. Die Initiative wurde am 20. Januar 1982 eingereicht und verlangte die Einrichtung einer Stiftung mit einem Kapital von 50 Mio. Schweizer Franken zur Erhaltung von preisgünstigen Wohn- und Gewerberäumen. Die erworbenen oder neu erstellten Liegenschaften sollten so dauerhaft der Spekulation entzogen werden.
Der Gemeinderat überwies die Volksinitiative am 7. April 1982 dem Stadtrat zu Bericht und Antrag. In der Folge beschloss der Gemeinderat auf Antrag des Stadtrates am 30. Januar 1985, den Stimmberechtigten die Ablehnung der Initiative zu empfehlen. Das Zürcher Stimmvolk jedoch nahm die Initiative am 9. Juni 1985 mit einem Ja-Stimmenanteil von 51,1 % an (50 331 Ja gegen 48 178 Nein).
Aus bürgerlichen Kreise erhob sich daraufhin Widerstand gegen das Abstimmungsergebnis. Mehrere Stimmberechtigte legten am 26. Juni 1985 Beschwerde beim Bezirksrat gegen das Abstimmungsergebnis ein und verlangten die Aufhebung des Volksentscheids. Im Wesentlichen monierten sie, die Stiftung stehe im Widerspruch zur Gemeindeordnung, zu den kantonalen Vorschriften über den Gemeindehaushalt, zur Handels- und Gewerbefreiheit sowie zum Gesetz über die Förderung des Wohnungsbaus.
Der Bezirksrat hiess die Beschwerde gut, worauf die SP der Stadt Zürich an den Regierungsrat gelangte. Nachdem dessen Gutachter zum gleichen Schluss gekommen war, zog die SP den Fall weiter ans Bundesgericht. Mit Urteil vom 14. Dezember 1988 hob dieses Gericht den Beschluss des Regierungsrates auf und wies die Sache zum Neuentscheid zurück. Dieser wurde am 16. August 1989 gefällt, was bedeutete, dass das Ergebnis der Volksabstimmung vom 9. Juni 1985 gültig war.
Nach dem jahrelangen juristischen Prozess beschliesst der Gemeinderat am 7. Februar 1990 die Errichtung und den Erlass des Stiftungsstatutes und wählt am 18. April die ersten 19 Mitglieder des Stiftungsrates, inklusive des Präsidenten Andi Hoppler. Am 5. September gleichen Jahres erfolgte der Eintrag ins Handelsregister.

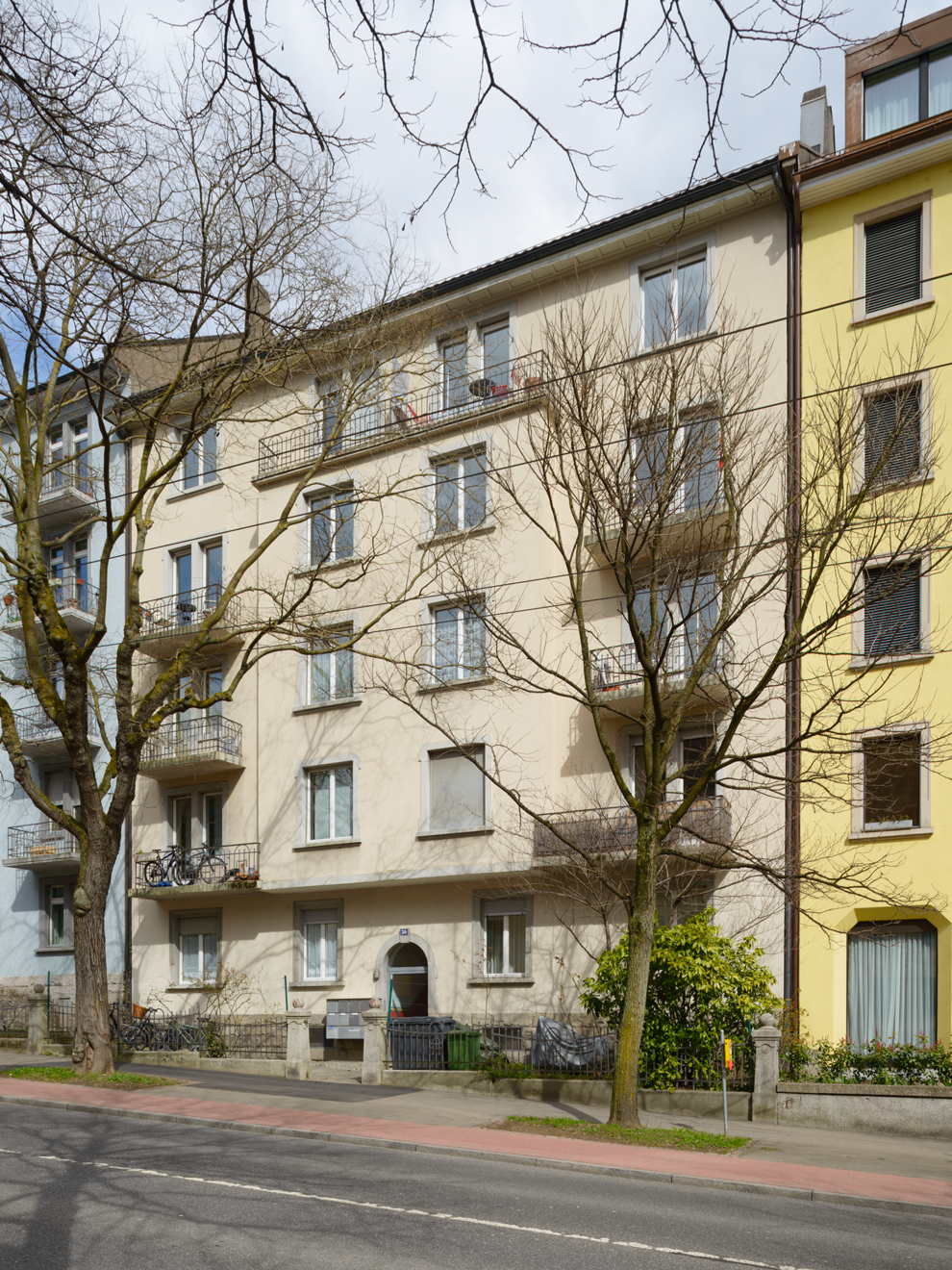
Am 22. Mai 1991 erwarb die Stiftung PWG mit der Kornhausstrasse 30 die erste Liegenschaft.

Die Stiftung weist seit der Betriebsaufnahme 1991 ein konstantes Wachstum aus. Sie hat bisher jährlich bis zu elf Liegenschaften erworben, häufig in Konkurrenz zu anderen Kaufinteressenten. Aufgrund ihrer sozialen Vermietungspraxis geniesst sie besondere Sympathie bei Liegenschaftenverkäufern, denen es ein Anliegen ist, dass die bestehenden Mietverhältnisse unverändert fortbestehen.
Erster Geschäftsführer wurde Ende 1991 Andi Richiger. Anfang 1996 übernahm Adrian Rehmann die Leitung der Geschäftsstelle. Seine 14-jährige Tätigkeit war geprägt von einer Ausdehnung des Liegenschaftenbestandes und der Professionalisierung der Geschäftsstelle. Mitte 2010 übergab er die Geschäftsführung Jürg Steiner und seit 2022 ist Andreas Gysi dafür verantwortlich.
Im Februar 2013 gab Gründungsmitglied Andi Hoppler seinen Rücktritt als Präsident der Stiftung PWG bekannt. Der Rechtsanwalt hatte diese Funktion seit der Gründung der Stiftung ausgeübt. Zu seinem Nachfolger wählte der Zürcher Gemeinderat Ueli Keller. Im Juli 2013 trat der ETH-Architekt, der über grosse Erfahrung im gemeinnützigen Wohnungsbau und als Politiker im Zürcher Gemeinde- und Kantonsrat verfügt, das Amt an. 2025 trat Andreas Billeter die Nachfolge von Ueli Keller an. Der Architekt kennt die Stiftung PWG durch sein langjähriges Engagement im Stiftungsrat bestens.
Im ersten Vierteljahrhundert ihrer Tätigkeit verdreifachte sie das Stiftungskapital nahezu (147 Mio. Fr.): Ende 2015 bewirtschaftete die hauseigene Verwaltung 133 Liegenschaften mit 1557 Wohnungen und 299 Gewerberäumen (36'985 m2). «Die Stiftung PWG gehört zur Stadt Zürich wie die ETH, der Zoo, das Sechseläuten und die Luxemburgerli», sagte Stadtrat Daniel Leupi in seiner Ansprache anlässlich der Jubiläumsfeier 2015.
Am 26. August 2020 veröffentlichte die Stiftung PWG im Zürcher Salis Verlag das Buch «Kauft Häuser, so viele ihr könnt!». Es widmet sich Fragen der Stadtentwicklung und arbeitet die Geschichte der Stiftung PWG auf. Das inhaltliche Konzept stammt von der Autorin Gina Bucher, dem PWG-Kommunikationsverantwortlichen Kornel Ringli und Marco Walser, der mit seinem Atelier «Elektrosmog» auch für die Grafik verantwortlich war.
Anlässlich des 30. Geburtstages 2020 schrieb die Stiftung PWG einen Fotowettbewerb unter der Mieterschaft aus, an dem sich 202 Mieterinnen und Mieter beteiligten. Aus dem gleichen Anlass installierte sie bei 30 Liegenschaften insgesamt 50 sogenannte Bienenhotels. Die Nisthilfen für Wildbienen sollen einen Beitrag leisten zur Biodiversität. Als weiteres Jubiläumsprojekt kennzeichnet die Stiftung PWG ihre Liegenschaften mit einer Plakette aus Stahl und Emaille. Gestaltet wurde sie von «m—d—buero» nach einem Wettbewerb unter drei Ateliers. Der im September vorgesehene Anlass zum 30. Jubiläum konnte aufgrund der vom Bundesamt für Gesundheit (BAG) verhängten Massnahmen gegen die Covid-19-Pandemie nicht stattfinden. Stattdessen schenkte die Stiftung PWG den geladenen Gästen Gutscheine für ein Restaurant in einer PWG-Liegenschaft. Ende 2020 bewirtschaftete sie 159 Liegenschaften mit 1919 Wohnungen und 320 Gewerberäumen.
Ende Januar 2021 tätigte die Stiftung PWG das grösste Erwerbsgeschäft ihrer Geschichte. Von der SRG SSR kaufte sie in Zürich-Seebach an der Schärenmoosstrasse 115, 117 eine Büroliegenschaft und wird diese in den nächsten Jahren zu preisgünstigem Wohnraum umnutzen.

## Geschäftstätigkeit
Die Stiftung vermietet ihre Wohn- und Gewerberäume nach ökologischen (Belegungsvorschriften), ökonomischen (Einkommen und Vermögen) und sozialen (Notfälle, Quartierbezug etc.) Kriterien. «Eine soziale Durchmischung wird angestrebt und eine intakte/gute Nachbarschaft ist uns wichtig», heisst es ausserdem im Leitbild. Als Minimalbelegung pro Wohnung gilt die Regel «Anzahl Bewohnende» plus eins gleich «Anzahl Zimmer».
Die Stiftung PWG ist keine Genossenschaft, denn zur Miete eines Wohn- oder Gewerbeobjektes müssen keine Anteilscheine gezeichnet werden. Es wird keine Warteliste geführt. Über freie Mietobjekte informiert die Website der Stiftung PWG.

## Grössere Bauprojekte
Die Stiftung konzipiert Neubauten sowie Umnutzungs- und Erneuerungsprojekte. Dazu heisst es in ihrem Leitbild: «Wir bauen und renovieren nachhaltig, ohne Luxus, mit umweltverträglichen Materialien und Betriebssystemen.» Seit jeher hat die Stiftung PWG ihre Bau- und Planungsaufträge in Architekturwettbewerben vergeben.
- Umnutzung Nidelbadstrasse 6, 8: Das erste grössere Bauprojekt realisierte die Stiftung PWG im Jahr 2000, als sie in Wollishofen die ehemalige Zigarrenfabrik Weber zu Wohn- und Gewerberaum umnutzte. Im Gewerbebau aus den 1930er-Jahren vermietet die Stiftung PWG 23 Wohnungen und 481 m2 Gewerbefläche.
- Neubau Förrlibuckstrasse 224, 226: Zusammen mit der jungen Baugenossenschaft Kraftwerk errichtete die Stiftung PWG in Zürich-West eine Überbauung mit 100 Wohnungen. 20 davon gehören der Stiftung PWG. Die Architektur stammt von Architektur Stücheli Architekten mit Bünzli Courvoisier.1999 erwarb die Stiftung PWG an der Albisriederstrasse 182, 184 eine stillgelegte Farbenfabrik und nutzte sie zu Wohn- und Gewerberaum um.

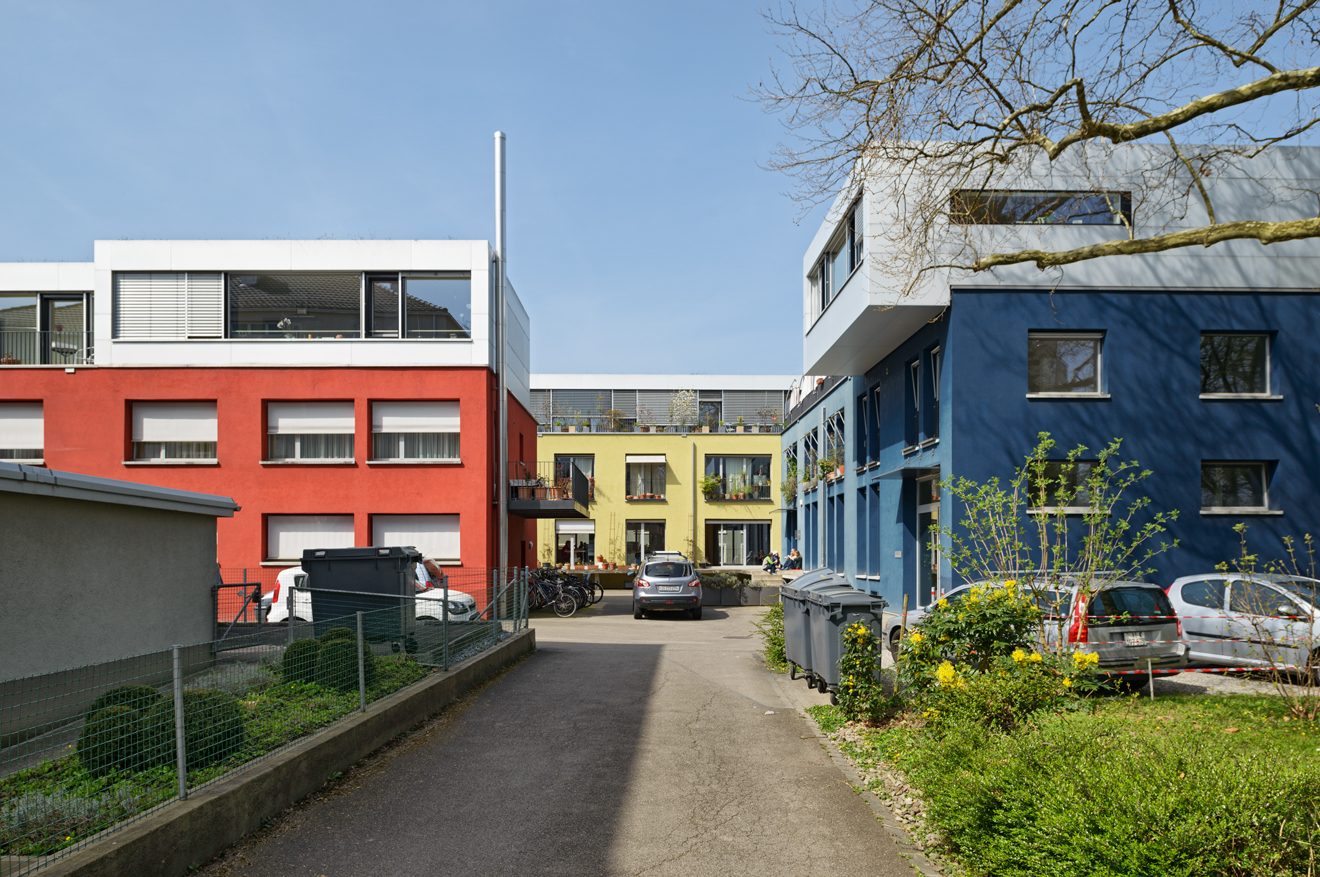
1999 erwarb die Stiftung PWG an der Albisriederstrasse 182, 184 eine stillgelegte Farbenfabrik und nutzte sie zu Wohn- und Gewerberaum um.

- Umnutzung Albisriederstrasse 182, 184: Auch in Albisrieden entstand 2003 nach Plänen des Architekturbüros architektick Tina Arndt & Daniel Fleischmann aus einer ehemaligen Fabrik neuer Wohn- und Gewerberaum. Um die Ausnutzungsreserven auszuschöpfen, sahen die Architekten neue Aufbauten mit auffälliger Aluminiumverkleidung vor.
- Neubau Kanzleistrasse 72: 2004 erstellte die Stiftung PWG nach Plänen der Architekten Hauenstein La Roche Schedler in der Kanzleistrasse in Aussersihl einen Neubau mit fünf Wohnungen und zwei Gewerberäumen. Die Architekten hatten bereits ein Bauprojekt zur Füllung der Baulücke erarbeitet. Als die Stiftung PWG die Parzelle 1999 erwarb, übernahm sie dieses und führte das Bauvorhaben aus.
- Neubau Hohlstrasse 78: Im Jahr 2005 weihte die Stiftung PWG an der Bäckeranlage einen vielbeachteten Neubau des Architekten Peter Märkli ein. Anstelle der als «Alkitreff» bekannten Kneipe «Schönau» entstanden neun Wohnungen für mittelständische Familien sowie ein Restaurant. Das Bauwerk erhielt die Auszeichnung für gute Bauten der Stadt Zürich 2002 bis 2005.
- Neunutzung Aussersihler Viadukt: Das bisher grösste und ambitiöseste Bauvorhaben der Stiftung PWG stellt die Neunutzung des Aussersihler Viadukts im ehemaligen Industriequartier Kreis 5 dar. Unter dem Label «IM VIADUKT» vermietet die Stiftung PWG seit September 2010 im denkmalgeschützten Bahnviadukt aus der Gründerzeit 46 Läden, Ateliers und Gastronomielokale, darunter die erste Markthalle der Stadt Zürich.[5] 2004 hatten die Stadt Zürich und die SBB einen Architekturwettbewerb ausgeschrieben, welchen das Büro EM2N gewann. Im Jahr darauf kam die Stiftung PWG mit ins Boot und entwickelte die Idee der Markthalle und der weiteren Gewerbenutzungen IM VIADUKT, welche das Quartier aufwerten.
- Erneuerung und Anbau Militärstrasse 115: 2006 erwarb die Stiftung PWG im Kreis 4 an der Militärstrasse 115 eine sanierungsbedürftige Liegenschaft mit Erweiterungspotenzial. Nach Prüfung verschiedener Szenarien schrieb sie 2009 einen Architekturwettbewerb unter sieben Büros aus, den Darlington Meier Architekten aus Zürich gewannen. Als Ankermieterin konnte das Jugendwohnnetz gewonnen werden, das an diesem zentralen Ort eine Cluster-Wohnung mit 17 WG-Zimmern für Jugendliche und junge Erwachsene in Ausbildung realisieren wollte. Die über mehrere Stockwerke reichende Grosswohnung ergänzen Gewerbenutzungen, welche das Quartier beleben. Der Spatenstich für die Sanierung und den Ergänzungsneubau erfolgte im Mai 2012, der Bezug im September 2013.Der preisgekrönte Neubau Waldmeisterweg 3, 5 gilt als gutes Beispiel für verdichtetes Bauen.

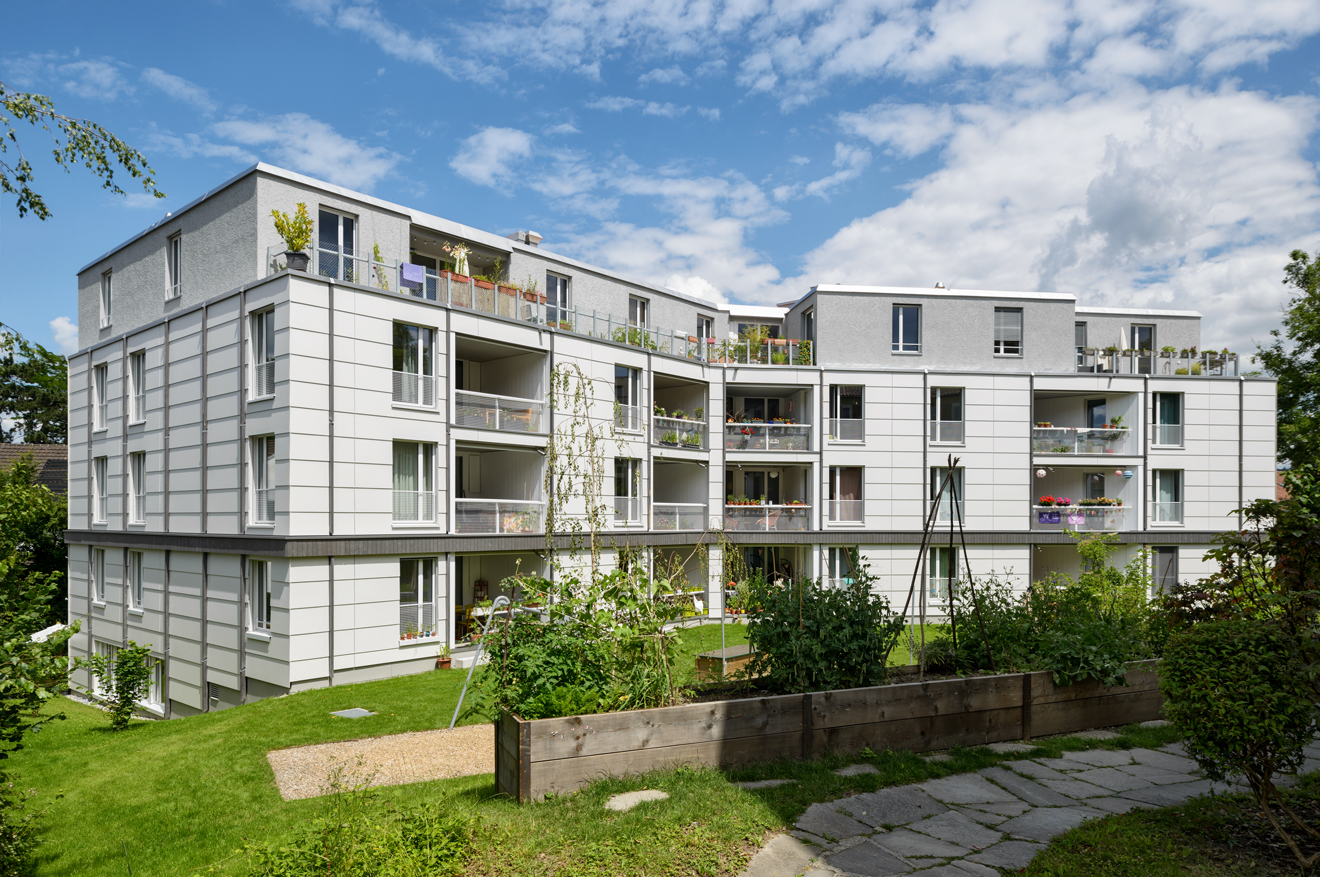
Der preisgekrönte Neubau Waldmeisterweg 3, 5 gilt als gutes Beispiel für verdichtetes Bauen.

- Erneuerung und Anbau Sihlweidstrasse 20, 22, 24: Ebenfalls erneuert und erweitert werden die Liegenschaften an der Sihlweidstrasse 20, 22, 24 in Leimbach. Die bestehenden Häuser von 1975 bedurften einer neuen Fassade. Zudem kann dank Ausnützungsreserven das heutige Angebot mit 24 Wohnungen um mehr als die Hälfte vergrössert werden. Den Architekturauftrag sicherte sich das Zürcher Büro Guignard & Saner Architekten in einem anfangs 2012 entschiedenen Wettbewerb. Im Oktober 2012 erfolgte die Baueingabe. Einsprachen verzögerten das Bauvorhaben, doch im Juli 2016 fand schliesslich der erste Spatenstich statt. Im Sommer 2018 wurden die 14 neuen Wohnungen fertiggestellt und bezogen.
- Ersatzneubau Waldmeisterweg 3, 5: Der Neubau ersetzte ein Gebäude mit lediglich 8 Wohnungen, das am Ende seiner Lebensdauer war. Im November 2012 schrieb die Stiftung PWG den Architekturwettbewerb aus, den das Nachwuchsbüro Lütjens Padmanabhan gewann. Unsicherheiten bezüglich der neuen Bauzonenordnung (BZO) verzögerten anschliessend die Projektierung. Anfang April 2017 erfolgte aber der erste Spatenstich. Im Dezember 2018 wurden die 21 kompakten Wohnungen bezogen. Der Neubau erhielt den Architekturpreis des Kantons Zürich 2019 und eine Auszeichnung für gute Bauten der Stadt Zürich 2016 bis 2020.
- Neubau Witikonerstrasse 517, 519, 521: In Witikon besitzt die Stiftung PWG seit 2012 eine Parzelle, die neben einem Mehrfamilienhaus auch beträchtlichen Ausnutzungsreserven aufwies. Diese wurden für einen Neubau konsumiert, wobei das bestehende Mehrfamilienhaus unangetastet bleibt. Den dazu ausgeschriebenen Studienauftrag gewannen Baumberger & Stegmeier Architekten aus Zürich. Die Bauarbeiten dauerten von Anfang 2018 bis im Sommer 2020. Infolge der Covid-19-Pandemie konnte die bereitgestellte Musterwohnung nicht besichtigt werden. Dennoch waren die 38 Wohnungen innert Kürze vergeben.

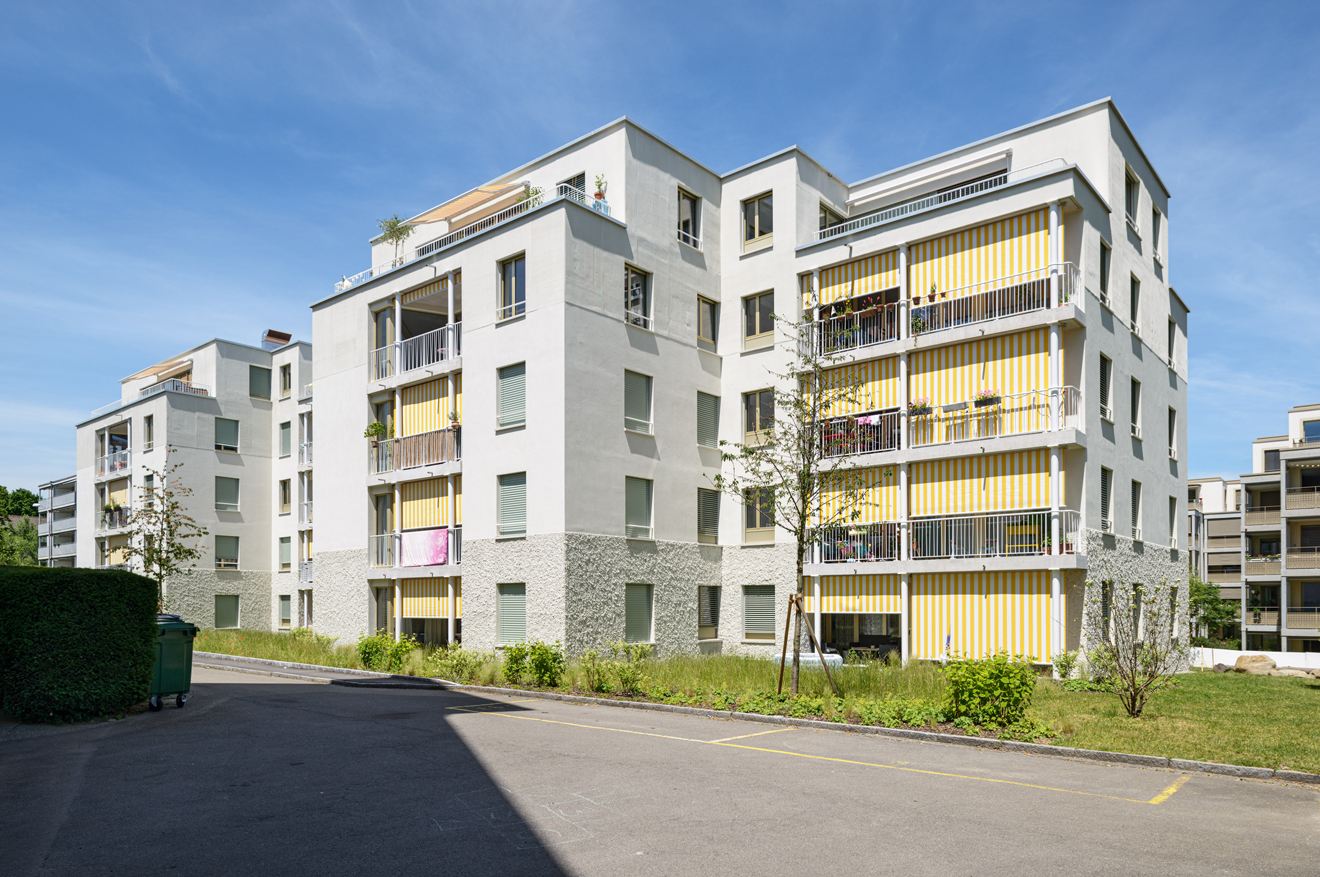
Der Ersatzneubau Rautihalde 15, 19 bietet deutlich mehr Wohnraum als der Vorgängerbau.

- Ersatzneubau Freihofstrasse 32, 34: Bereits als die Stiftung die Gebäude an der Freihofstrasse 1992 erwarb, waren diese in eher dürftigem Zustand. Zudem erlaubte das Grundstück eine wesentlich höhere Ausnutzung. 2015 wurde schliesslich ein Architekturwettbewerb für einen Ersatzneubau ausgeschrieben, den Edelaar Mosayebi Inderbitzin gewannen. Sie konzipierten ein Gebäude mit einfachen, sehr kompakten Wohnungen für eine Mieterschaft, die einen ressourcenschonenden Lebensstil pflegen will (minimaler Energieverbrauch, kein Auto, geringe Wohnfläche). Im November 2017 begannen die Bauarbeiten, ein Jahr später konnte das Aufrichtefest gefeiert werden. Die 33 Wohnungen, für die sich gegen 500 Mietinteressenten bewarben, wurden im Juli und im August 2019 bezogen.Der Ersatzneubau Rautihalde 15, 19 bietet deutlich mehr Wohnraum als der Vorgängerbau.
- Ersatzneubau Rautihalde 15, 19: Der Vorgängerbau von 1959 befand sich in schlechtem Zustand, ausserdem erlaubten Ausnutzungsreserven einen Neubau mit fast 40 % mehr Wohnfläche. In einem Architekturwettbewerb suchte die Stiftung PWG ein geeignetes Projekt. Das Nachwuchsteam Fiederling Habersang Architekten gewann diesen Ende 2015. Im September 2018 erfolgte der erste Spatenstich für den Neubau mit 33 kompakten Wohnungen, die knapp zwei Jahre später bezogen wurden. Der Neubau erhielt bei der Auszeichnung für gute Bauten der Stadt Zürich 2016 bis 2020 eine Anerkennung.
- Ersatzneubau Ackersteinstrasse 172: Das 1933 erbaute Gebäude befindet sich in schlechtem Bauzustand, ausserdem erlauben Ausnutzungsreserven mehr Wohnfläche. Daher wurde ein anonymer Architekturwettbewerb lanciert für einen Neubau mit mindestens 6 preisgünstigen Wohnungen, den Scheidegger Keller Architekten für sich entschieden. Im September 2021 hiess der Stiftungsrat den Baukredit gut. Das Projekt von Atelier Scheidegger Keller zeichnet sich durch gut ausgerichtete, kompakte Wohnungen aus. Die Wohnungen nutzen den knappen Raum optimal aus und sind ideal für Singles, Paare oder Kleinfamilien. Gekonnt spielt der Neubau mit quartierstypischen Erker- und Balkonanbauten und schafft durch einen markanten Erker zur Strasse und seitlichen Balkonanbauten eine erfrischende Eigenständigkeit, ohne den Bezug zum Quartier zu verlieren.
- Ersatzneubau Flüelastrasse 16: Das Gewerbehaus aus dem Jahr 1944 ist seit 2011 im Besitz der Stiftung PWG. Es weist eine schlechte Energiebilanz aus, und das Grundstück erlaubt eine höhere Ausnutzung. Deswegen wurde 2020 ein anonymer Wettbewerb für einen Ersatzneubau ausgetragen, den BS+EMI Architektenpartner und EBP Schweiz als Generalplanerteam gewannen. Es sollen Mietflächen für Gewerbetreibende entstehen, die einen wichtigen Beitrag für die Stadt leisten. Das ist der erste Neubau der Stiftung PWG für ausschliesslich Gewerbe- und Dienstleistungsnutzungen. Anfang 2025 bezog die Geschäftsstelle der Stiftung PWG die obersten zwei Geschosse.
- Neubau Hädrichstrasse 12 / Flurstrasse 115: In Ergänzung zu einem Gewerbehaus realisierte die Stiftung PWG 2024/2025 einen Neubau mit Wohnungen. Das Projekt stammt von Esch Sintzel Architekten und setzt auf optimale Verdichtung.
- Umnutzung Schärenmoosstrasse 115, 117: Zur Umwandlung des Bürohauses in Wohnraum schrieb die Stiftung PWG im März 2022 einen Projektwettbewerb nach Präqualifikation aus. Zugelassen werden 12 bis 18 Teams. Über einen anonymen Projektwettbewerb im selektiven Verfahren wurden ein Generalplanerteam sowie ein bezüglich Nutzen, Ökonomie und Ökologie optimales Projekt gesucht. Die Umbaumassnahmen sollen Nutzungskonzepte ermöglichen, welche einerseits Nachbarschaftsbegegnungen im Quartier und andererseits die Hausgemeinschaften fördern. Das Architekturbüro Studio Trachsler Hoffmann hat zusammen mit Seforb Bauingenieure und Mettler Landschaftsarchitektur den Wettbewerb gewonnen.[6]

## Zusätzliche Projekte

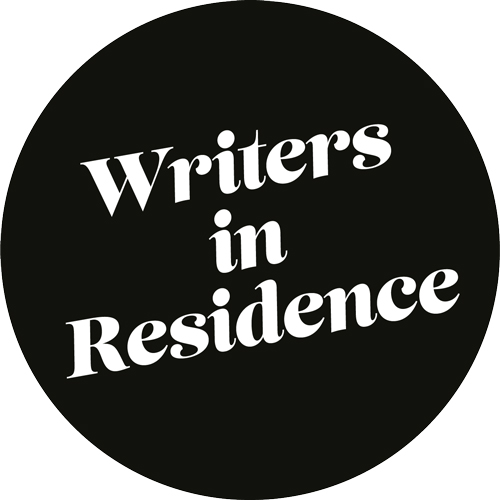
Seit 2010 beherbergt die Stiftung PWG wechselnde Autorinnen und Autoren aus dem Ausland.

Aus Anlass ihres 20-jährigen Bestehens lancierte die Stiftung PWG zusammen mit dem Literaturhaus Zürich im Herbst 2010 das Projekt «Writers in Residence». Qualifizierte Stipendiaten können sich jeweils für ein halbes Jahr in der Stadt Zürich intensiv auf ihre Schreibtätigkeit konzentrieren. Nachdem das Projekt vorerst bis Ende 2015 befristet war, wurde es bis auf Weiteres verlängert.
Im Auftrag der Stadt Zürich betrieb die Stiftung PWG ab November 2012 Aproprio, die Beratungsstelle für kaufwillige Mietende der Stadt Zürich. Im ersten Betriebsjahr fanden 17 Beratungen statt. In einem Fall konnte die Mieterschaft ihr Wohnhaus als Genossenschaft erwerben. Nachdem der Gemeinderat am 11. Dezember 2013 die Jahrestranche 2014 von 150’000 Franken für die Beratungsstelle aus dem Budget strich, musste der Betrieb per Ende 2013 eingestellt werden. Ein dreijähriger Pilotbetrieb hätte Bedarf und Nutzen der Beratungsstelle zeigen sollen.

## Organisation
Stiftungsrat (19 Mitglieder) und Präsident werden vom Gemeinderat der Stadt Zürich nach Parteienproporz für eine jeweils vierjährige Amtsperiode gewählt. Der vom Stiftungsrat gewählte fünfköpfige Ausschuss führt die Stiftung und deren Geschäftsstelle zusammen mit dem Geschäftsführer. Die Geschäftsstelle bewirtschaftet und entwickelt den Liegenschaftenbestand der Stiftung PWG. Die Stiftung ist verpflichtet, Budget und Jahresrechnung dem Gemeinderat zur Abnahme zu unterbreiten.